# Tom Devriendt
Tom Devriendt (Veurne, 29 ottobre 1991) è un ex ciclista su strada belga.
Ha corso come professionista dal 2015 al 2024, vincendo l'Omloop van het Houtland 2017 e una tappa al Giro d'Austria 2019.

## Palmarès
- 2011 (EFC-Omega Pharma-Quick Step)

Dwars door de Antwerpse Kempen
- 2017 (Wanty-Gobert, una vittoria)

Omloop van het Houtland
- 2019 (Wanty-Gobert, una vittoria)

2ª tappa Österreich-Rundfahrt (Zwettl > Wiener Neustadt)

### Altri successi
- 2011 (Juniores)

3ª tappa Tour d'Eure-et-Loir (Senonches, cronosquadre)

## Piazzamenti

### Classiche monumento
- Giro delle Fiandre

2016: 37º
2018: 30º
2019: ritirato
2022: 66º
2024: ritirato
- Parigi-Roubaix

2015: 112º
2016: ritirato
2019: 37º
2021: ritirato
2022: 4°
2023: 85º
- Giro di Lombardia

2020: ritirato